# Шеик
Шеик, шеих или шејх (арап. شيخ) је арапска реч за старог оца (по напуњеној 50. години живота), поглавара веће фамилије, заједнице или племена, али и за сваку угледну особу, која има просветни и духовни ауторитет, као што су духовне вође (нпр. улема).
У суфизму, шејк је духовни вођа и учитељ верске заједнице. У Османском царству, Шеик ел Ислам је изрицао фатве и био по хијерархији одмах до везира.